# Richard Klemens von Metternich

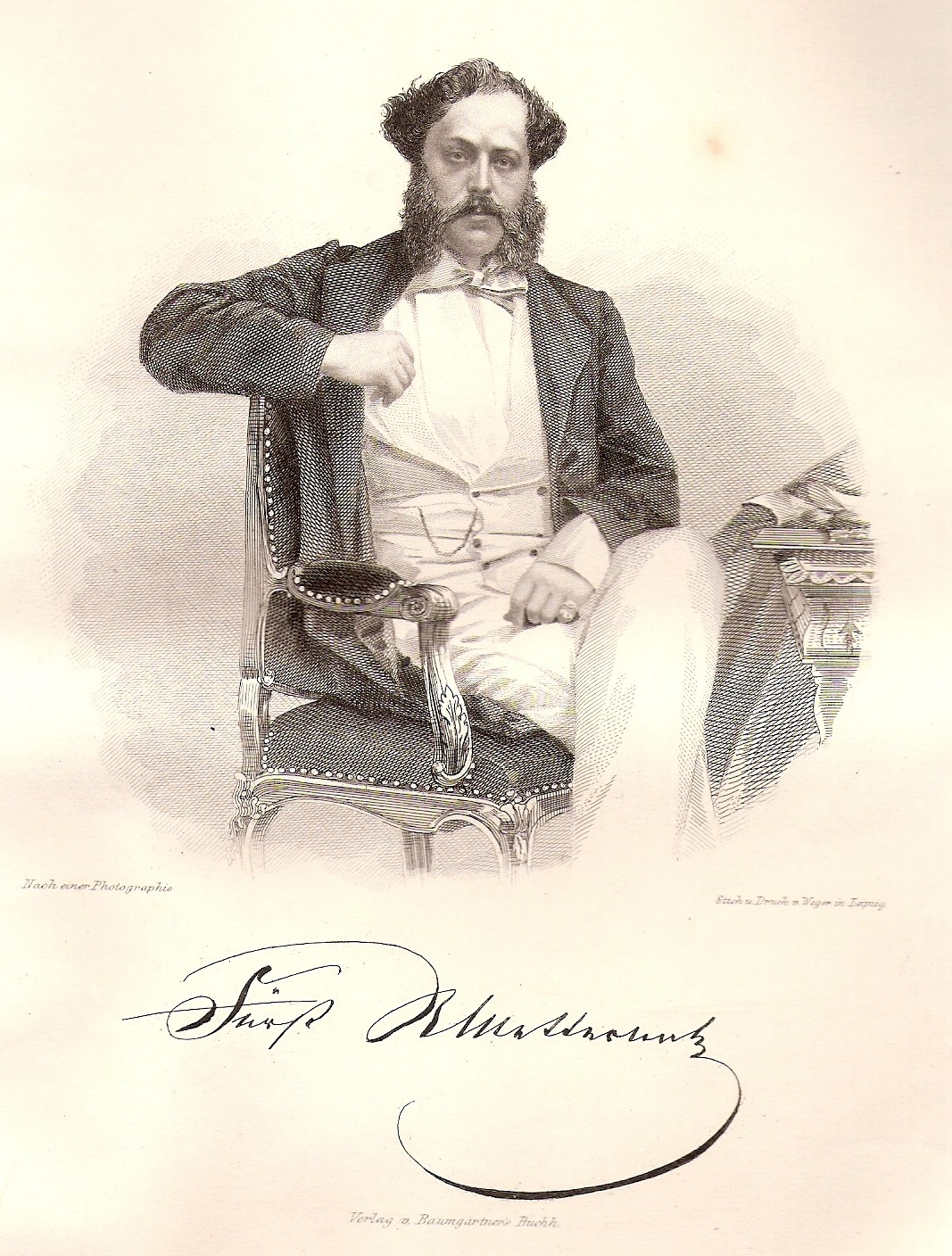
Richard Klemens von Metternich

Richard Klemens Fürst von Metternich-Winneburg (* 7. Jänner 1829 in Wien; † 1. März 1895 ebenda) war ein österreichischer Diplomat aus der Familie von Metternich.

## Biografie
Metternich war der Sohn des österreichischen Staatskanzlers Klemens Wenzel Fürst von Metternich und der Marie Antonia Freiin von Leykam. 1856 heiratete er seine Nichte Pauline Gräfin Sándor, Tochter seiner Halbschwester Léontine von Metternich.
1855 wurde er Legationssekretär bei der österreichischen Gesandtschaft in Paris, 1856 Gesandter und bevollmächtigter Minister Österreichs am sächsischen Hof in Dresden. Im Jahr 1861 wurde er erbliches Mitglied des Herrenhauses des österreichischen Reichsrates.
Vom 14. November 1859 bis 13. Dezember 1871 war Metternich Botschafter in Paris, wo er am Hof Napoleons III. mit seiner Gattin Pauline gesellschaftlich eine bedeutende Rolle spielte. Dort versuchte er vergeblich, Frankreich im Deutschen Krieg auf die Seite Österreichs zu ziehen.
Er engagierte sich für die Einrichtung der Ersten Internationalen Kunstausstellung in Wien.
Im Ruhestand gab er den Nachlass seines Vaters heraus.

## Nachkommen

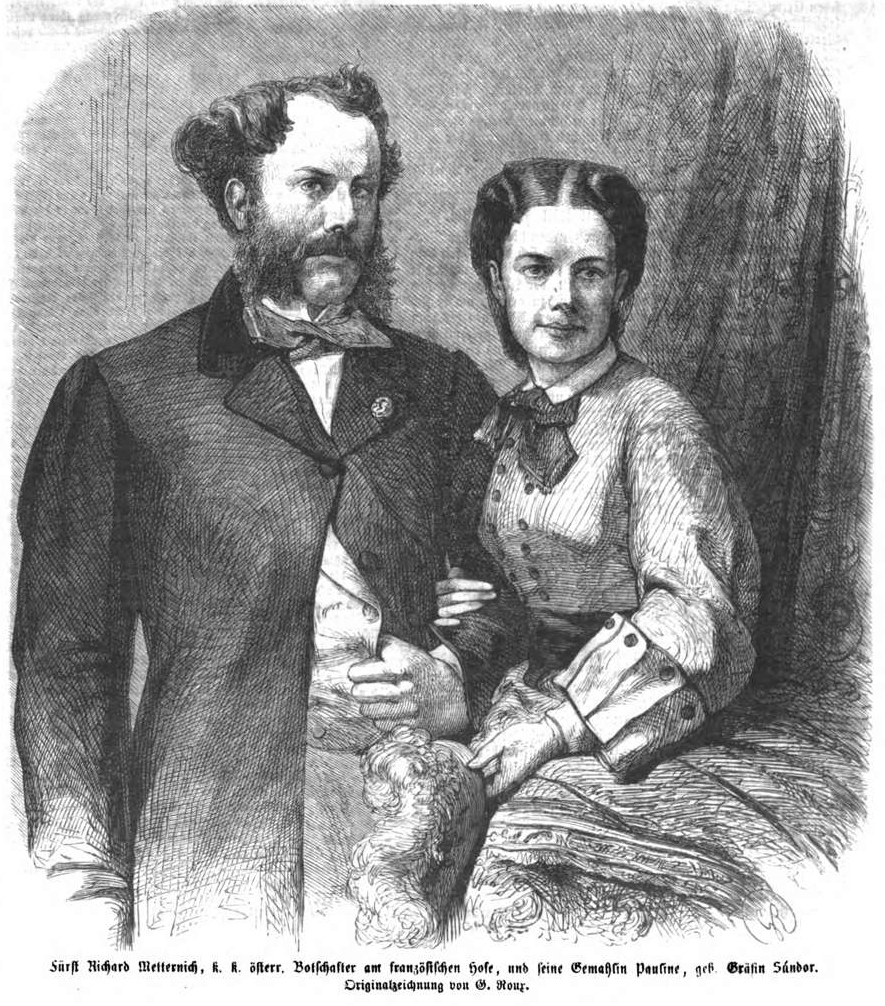
Richard und Pauline von Metternich, 1862. Grafik von G. Roux.

Richard und Pauline von Metternich hatten drei Kinder:
- Sophie Prinzessin von Metternich-Winneburg (1857–1941)
- Antoinette Pascalina Gräfin Metternich Sándor-von Winneburg (1862–1890)
- Klementina Marie Gräfin Metternich Sándor-von Winneburg (1870–1963)

Da er aus seiner Ehe keine Söhne hatte, ging der Fürstentitel nach seinem Tod an seinen Halbbruder Paul von Metternich über.